# Geschiedenis van Egina
Deze pagina beschrijft de geschiedenis van het Griekse eiland Egina, dat tot de regio Attica behoort.

## Prehistorie
Archeologische vondsten bewijzen dat Egina reeds aan het begin van de Helladische periode (3000 v.Chr.) bewoond was. Een millennium later vestigden zich hier de eerste Griekse bewoners, en omstreeks 1400 v.Chr. maakte het eiland deel uit van de Myceense invloedssfeer.

## Archaïsche tijd
Omstreeks 960 v.Chr. werd het eiland opnieuw bevolkt door (Dorische) kolonisten uit de Peloponnesos, volgens de overlevering waren zij uit Epidaurus gekomen. Omdat het eiland niet ruim voorzien is van water en vruchtbare grond, zochten zijn bewoners reeds vroeg hun heil in allerlei maritieme activiteiten. Vanaf het einde van de 8e eeuw v.Chr. tot het begin van de 5e eeuw v.Chr. nam de macht van Egina ter zee voortdurend toe, evenals de betekenis van het eiland voor de handel en de industrie, terwijl de dorheid van de bodem het voor de landbouw ongeschikt maakte. Egina exporteerde aardewerk en kwalitatief hoogwaardige producten van metaalbewerking (onder meer brons). Met "Eginetische stijl" wordt een archaïsche stijl van beeldhouwkunst bedoeld (vertegenwoordigd door de beeldhouwers Smilis, Callon en vooral Onatas). Egina speelde ook een actieve rol in de stichting van de Griekse handelskolonie Naucratis, in de Nijldelta.
Er wordt aangenomen dat het slaan van munten via Egina in Europa werd geïntroduceerd. Alleszins was het Eginetische stelsel van munten, maten en gewichten, gebaseerd op een drachme van 6,14 gram, het oudste (± 650 v.Chr.) en meest verspreide op de Peloponnesos. Dit was ook door Athene aanvankelijk overgenomen, maar door Solon in het begin van de 6e eeuw v.Chr. vervangen door dat van Euboea. Dit feit is symptomatisch voor de slechte verhouding tussen Egina en zijn buurman Athene, waarvan het zich door zijn economische overwicht de vijandschap op de hals haalde. Om Egina te treffen verbood Solon de uitvoer van landbouwproducten uit Attica.

## Klassieke tijd

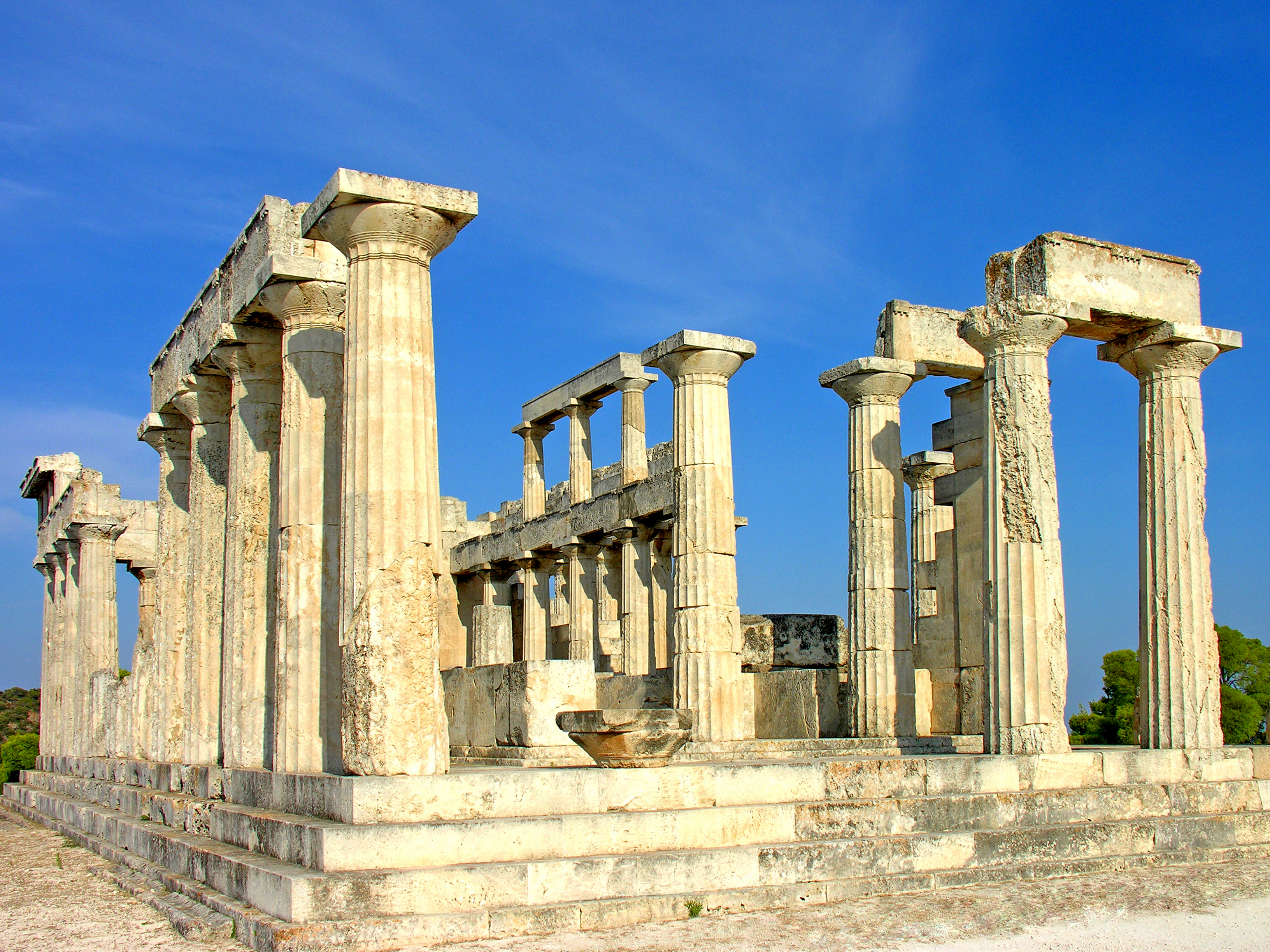
Tempel van Athene

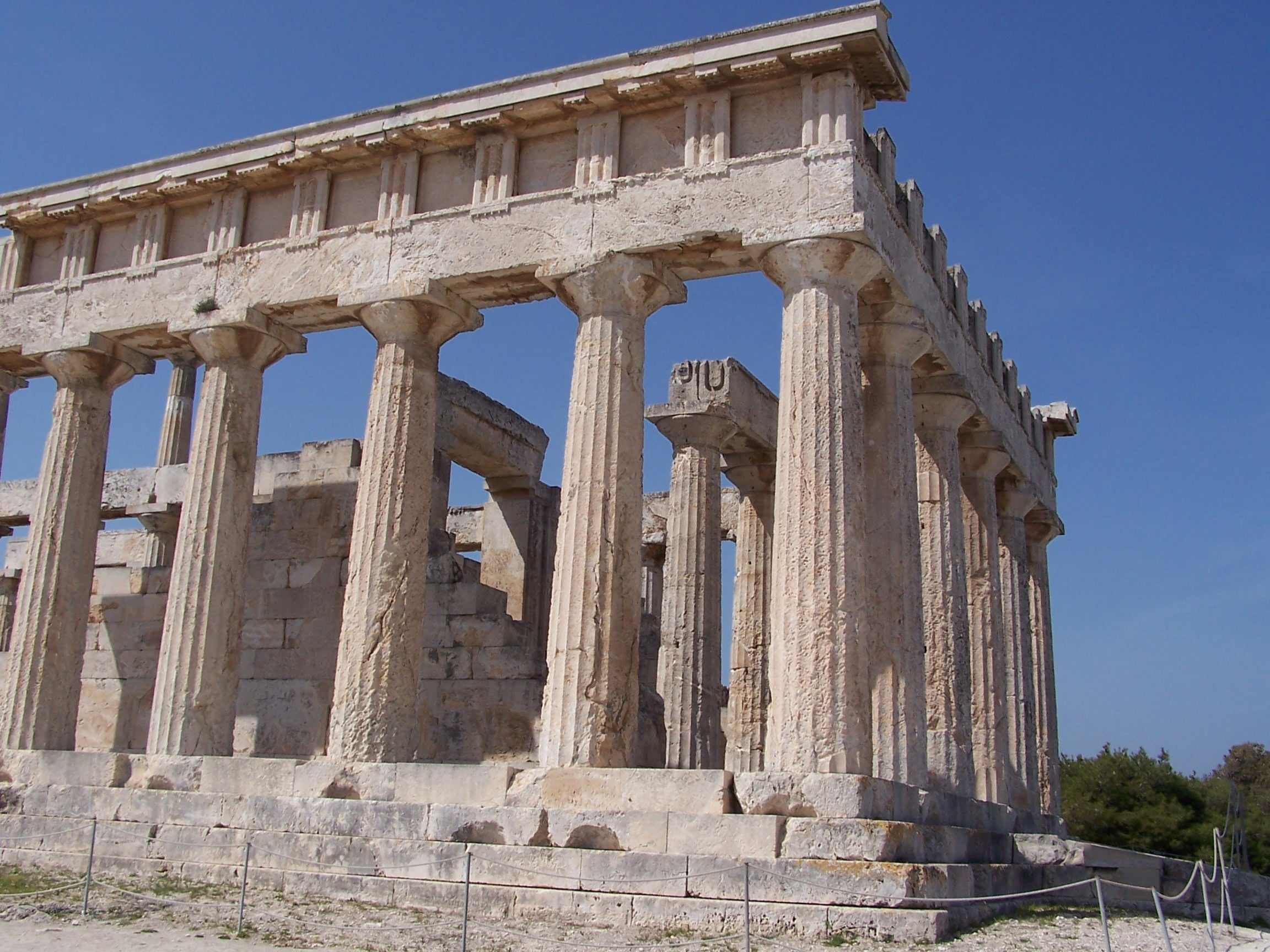
Tempel van Athene

Ook op politiek gebied was (het oligarchische) Egina in de klassieke tijd een machtige rivaal van (het democratische) Athene. Bij het begin van de Perzische Oorlogen op het vasteland was Egina in een oorlog met Athene verwikkeld om de hegemonie op zee, en dit is een van de redenen waarom Themistocles er met gemak in slaagde de bouw van een grote vloot door de volksvergadering te laten goedkeuren. In 483 werd namelijk in Attica een rijke zilvermijn ontdekt en Themistocles wist zijn stadsgenoten te overtuigen de fondsen te gebruiken om een moderne oorlogsvloot te bouwen: zo kon deze tegen aartsrivaal Egina worden ingezet. In de periode tussen 488 en 481 was de Eginetische vloot immers superieur aan die van Athene, want Egina had de Atheense vloot verslagen in 488.
In 480 echter, in de slag bij Salamis, stond Egina met 40 schepen aan de zijde van Athene tegen de Perzen, omdat het oordeelde dat dit beter was voor zijn eigen belangen. De beroemde zeeslag, die de Grieken bewaarde voor Perzische overheersing, was zelfs goeddeels aan Egina te danken.
Nadien waren de betrekkingen tijdelijk wat beter omdat het Dorische Egina een bondgenoot van Sparta was en Athene onder Cimon een pro-Spartaans beleid voerde. Maar ongeveer 20 jaar later begonnen de vijandelijkheden opnieuw. Uit die tijd stammen de laatdunkende Atheense opmerkingen aan het adres van Egina, zoals blijkt uit een opmerking van Aristoteles die Pericles de woorden in de mond legt dat Egina "een zweer was in het oog van Piraeus". Egina leed in 458 de nederlaag en capituleerde na een langdurige belegering. Athene installeerde er een garnizoen, eiste een ontzaglijke oorlogsschatting en dwong het eiland zich aan te sluiten bij de Delische Bond. Om de vernedering compleet te maken verving de Atheense overheid de afbeelding van een zeeschildpad, die van oudsher de Eginetische munten sierde, door die van een landschildpad. Hiermee werd symbolisch te kennen gegeven dat een einde gekomen was aan de zeemacht van Egina.
In 431 werd Egina opnieuw verslagen en werd de oorspronkelijke bevolking verdreven door de Atheners, die er een cleruchie vestigden. Sparta bood de ballingen onderdak in het grensgebied met Argolis, maar ook daar trachtte Nicias ze in 424 uit te roeien. De Spartanen brachten wat restte van de oude bewoners later terug naar het eiland en maakten er een steunpunt tegen Athene van, maar de rol van het eiland was voorbij. De verdere geschiedenis van Egina verloopt ongeveer synchroon met de rest van Griekenland.

## Hellenistische, Romeinse en Byzantijnse periode
Egina kwam eerst in handen van Pergamum, daarna, in 133 v.Chr., werd het door de Romeinen opgenomen in de provincie Achaea. In de Byzantijnse middeleeuwen (9e eeuw) werd de Egeïsche Zee onveilig gemaakt door Saraceense zeerovers, zodat in 896 de havenstad Egina werd verlaten en er, verder landinwaarts, een nieuwe hoofdstad (nu Paleóchora) werd gebouwd. Vanaf 1204 ging het eiland van hand tot hand: Venetiaanse, Frankische, Catalaanse en in 1452 opnieuw Venetiaanse gouverneurs zwaaiden er de scepter. In 1537 nam de beruchte piraat Barbarossa (Khair-ad-Din) het eiland over, maar het kwam weer onder Venetiaans bewind. Egina was zelfs een van de laatste Venetiaanse bezittingen in de Griekse wereld die aan de sultan van Istanboel overhandigd werden (in 1718).

## Turkse overheersingen Nieuwe tijd

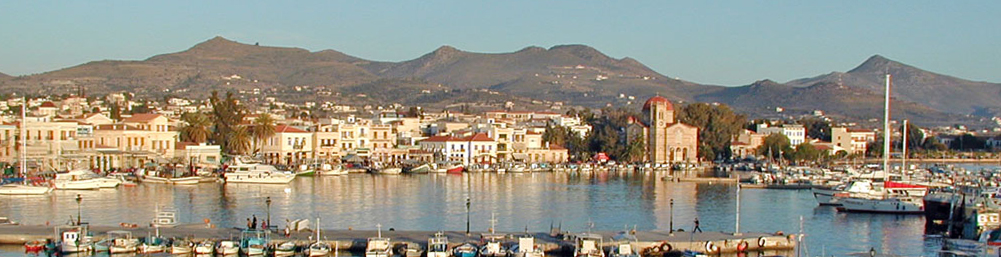
Haven van Egina

De Turken zouden er blijven tot de Griekse Opstand, waaraan de inwoners actief meewerkten. Tussen 1826 en 1828 was Egina onder Kapodistrias de voorlopige hoofdstad en regeringscentrum van het opnieuw onafhankelijk geworden Griekenland. Het eerste Griekse gymnasium, in 1828 gesticht door Kapodistrias, werd ook het eerste archeologische museum van het onafhankelijke Griekenland.